# Lopadotemakhoselakhogaleokranioleipsanodrimypotrimmatosilphiokarabomelitokatakekhymenokikhlepikossyphophattoperisteralektryonoptekephalliokinklopeleiolagōiosiraiobaphētraganopterygṓn

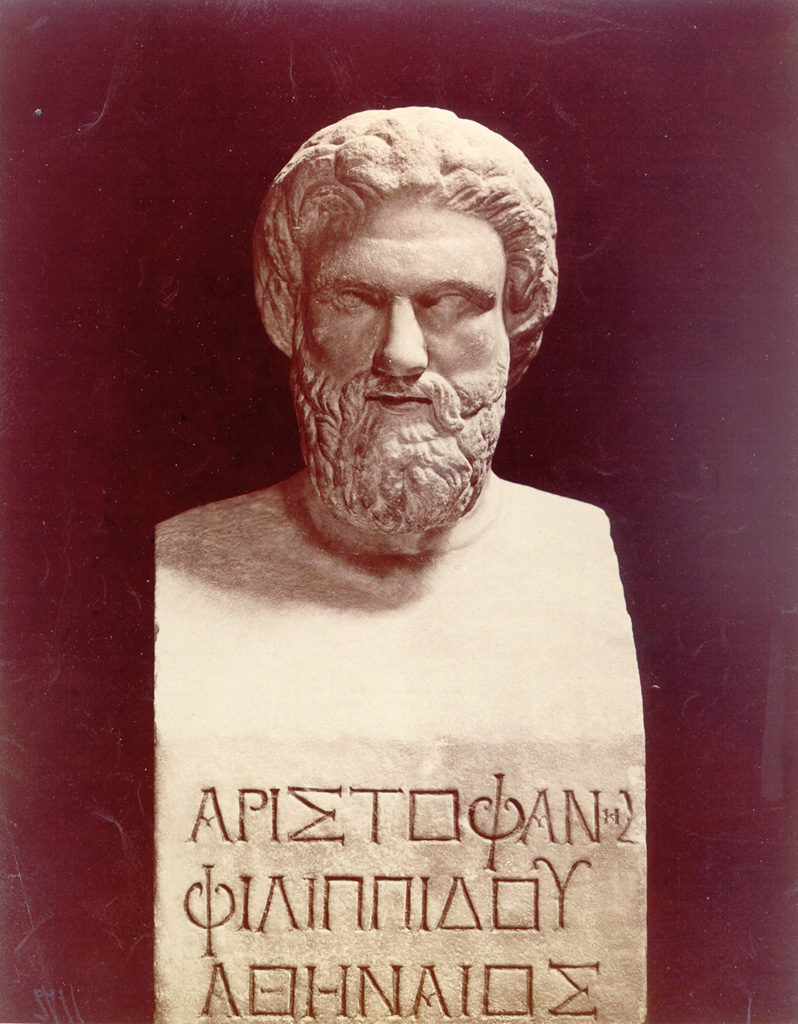
Buste d'Aristophane.

Le Lopadotemakhoselakhogaleokranioleipsanodrimypotrimmatosilphiokarabomelitokatakekhymenokikhlepikossyphophattoperisteralektryonoptekephalliokinklopeleiolagōiosiraiobaphētraganopterygṓn 
est un plat fictif mentionné dans la comédie d'Aristophane L'Assemblée des femmes. Son nom est le mot le plus long présent dans toute la littérature connue à ce jour.

## Le mot grec le plus long
Le mot complet occupe 6 vers et demi (vers 1169-1175) :
Lopadotemakhoselakhogaleo-

kranioleipsanodrimypotrimmato-

silphiokarabomelitokatakekhymeno-

kikhlepikossyphophattoperistera-

lektryonoptekephalliokinklope-

leiolagōiosiraiobaphētraga-

nopterygṓn
(en grec ancien)
λοπαδοτεμαχοσελαχογαλεο-

κρανιολειψανοδριμυποτριμματο-

σιλφιοκαραϐομελιτοκατακεχυμενο-

κιχλεπικοσσυφοφαττοπεριστερα-

λεκτρυονοπτεκεφαλλιοκιγκλοπε-

λειολαγῳοσιραιοϐαφητραγα-

νοπτερυγών
Le dictionnaire Liddell & Scott traduit : « nom d'un plat composé de toutes sortes de délicatesses, poissons, chair, volaille et sauces ». La traduction française imaginée par Victor-Henry Debidour donne ceci : « On va vous servir du bigornocabillofricandortolangoustabricobouillabopoulaupococovin ! Envoyez le babaoromsteckopommelettaularfricassécrevissalmid'perdridalouet'ceteratirelarigot ! »

## Composition du plat
Le terme original grec comporte 171 caractères (ce qui ne correspond pas forcément à la translittération latine, suivant la norme de translittération que l'on adopte : 182 ici) et il est connu depuis des siècles comme le plus long mot.
Le plat était une fricassée, composé de 17 ingrédients aigres et doux, dont de la cervelle, du miel, du vinaigre, du poisson, des concombres :
1. tranches de poisson
2. poisson de la sous-classe des Elasmobranchii (requin ou raie)
3. requin-chabot pourri ou tête de petit requin
4. silphion, apparemment sorte de ferula
5. une sorte de crabe, scarabée, ou écrevisse
6. aigle
7. fromage
8. miel coulant
9. grive
10. poisson de mer ou merle
11. pigeon ramier
12. pigeon biset
13. poulet
14. tête rôtie de grèbe castagneux
15. lièvre, qui pouvait être un genre d'oiseau ou lièvre de mer
16. vin nouveau bouilli
17. fruits de dessert ou aliments crus
18. ailes, nageoires

La traduction littérale est consultable dans l'article du wiktionnaire.

## Rôle dans la pièce
Les femmes, qui aspirent à la gynocratie dans cette pièce d'Aristophane et cherchent à s'emparer du pouvoir politique, essaient d'instaurer la parité. Elles créent ce plat afin de pouvoir servir un mets qui puisse satisfaire les goûts de tout le monde.